# Giovanni da Gaibana
Giovanni da Gaibana aus Padua war ein Kopist und eventuell auch Illuminator der zweiten Hälfte des 13. Jahrhunderts. Sein auf 1259 datiertes Epistolar wird zu den bemerkenswerten Arbeiten einer italo-byzantinischen Tradition der Gotischen Buchmalerei in Italien gezählt. Er war geistlicher Mitarbeiter an der Kathedrale von Padua, und der Schreiber, der die Texte dieses liturgischen Buches aus dem Alten Testament und dem Neuen Testament in Gotischer Schrift abschrieb. Ihm selbst oder zumindest seinen Mitarbeitern werden auch die Buchmalereien in diesem Werk zugeschrieben.

## Stil
Durch die Kontakte der Handelsstadt Venedig mit Byzanz blieb Buchmalerei in ganz Süditalien – vor allem in  Venedig selbst, aber auch in Padua – von Byzantinischer Kunst bis zum Ende des 13. Jahrhunderts beeinflusst. Es wurden Werke in Anlehnung an den Malstil der Ikonenmalerei des Ostens geschaffen. Auch die Giovanni da Gaibana und seinem Umkreis zugeschriebenen Werke zeigen die Übernahme und Weiterentwicklung der Darstellung der in dieser Kunst typischen Gesichtsausdrücke und des Faltenwurfs der Kleidung. Dabei werden einige Werke anhand einer typischen Akzentuierung des Faltenwurfs mit Weiss um da Gaibana gruppiert.

## Paduaner Schule
Neben dem Epistolar sind mehrere in der Werkstatt oder dem Umkreis von Giovanni da Gaibana entstandene Manuskripte mit Texten und Illuminationen im gleichen italo-byzantinischen Stil heute erhalten geblieben. Die Künstler, die diese Buchmalereien bis ca. 1295 geschaffen haben, werden von Kunsthistorikern manchmal als Paduaner Schule zusammengefasst.

## Werke (Auswahl)
- Giovanni da Gaibana: L'Epistolario Miniato. ca. 1259. Padua, Biblioteca capitolare ms. S.S.
- Giovanni da Gaibana und zwei Assistenten: Miniaturen zu einem Psalter. ca. 1265. Cambridge, Fitzwilliam Museum, MS 36-1950